# Michendorf (Michendorf)
Michendorf ist ein Ortsteil der amtsfreien (Groß-)Gemeinde Michendorf im Landkreis Potsdam-Mittelmark (Brandenburg). Michendorf war bis zur gesetzlich verordneten Eingliederung in die Großgemeinde eine eigenständige Gemeinde.

## Geographische Lage
Der Ortsteil Michendorf liegt im westlichen Teil des Gebiets der Großgemeinde Michendorf. Er grenzt im Nordwesten an Caputh (Ortsteil der Gem. Schwielowsee), im Nordosten an Wilhelmshorst, im Osten an Langerwisch, im Südosten an Wildenbruch (alle drei Orte sind Ortsteile der Großgemeinde Michendorf) und im Süden an Seddin (Ortsteil der Gemeinde Seddiner See). Auf der Gemarkung liegen die beiden Lienewitzer Seen (Großer Lienewitzsee und Kleiner Lienewitzsee), der sehr kleine, künstliche Herthasee und ein bereits 1697/8 genannter, kleiner Teich am westlichen Ortsende, etwa nördlich der Schmerberger Straße 25 bis 39 gelegen.
Auf der Gemarkung des Ortsteils Michendorf liegen neben dem Kernort die Wohnplätze Siedlung Michendorf West, Willichslust und Lienewitz. In der Gemarkung von Michendorf ist auch ein Teil der Gemarkungen der wüstgefallenen Dörfer Hohen- und Niederlienewitz aufgegangen.

## Bevölkerungsentwicklung
| Jahr | Einwohner |
| ---- | --------- |
| 1772 | 72        |
| 1801 | 123       |
| 1817 | 127       |
| 1837 | 189       |
| 1858 | 241       |
| 1871 | 242       |

| Jahr | Einwohner |
| ---- | --------- |
| 1885 | 440       |
| 1895 | 539       |
| 1905 | 880       |
| 1925 | 1490      |
| 1939 | 2526      |
| 1946 | 3055      |

| Jahr | Einwohner |
| ---- | --------- |
| 1964 | 2989      |
| 1971 | 2829      |
| 1981 | 2690      |
| 1991 | 2557      |
| 2002 | 3765      |
| 2012 | 4286      |

| Jahr | Einwohner |
| ---- | --------- |
| 2018 | 4681      |
| 2021 | 5191      |

## Geschichte
Michendorf wurde im Landbuch Karls IV. von 1375 erstmals urkundlich erwähnt. Es gehörte damals zur landesherrlichen Vogtei Saarmund. Nach der Siedlungsstruktur ist es ein angerähnliches Gassendorf. Dies muss aber nicht unbedingt auch die ursprüngliche Dorfstruktur sein, denn Michendorf wurde im Dreißigjährigen Krieg völlig zerstört und war über 60 Jahre fast völlig unbewohnt. Den Namen Michendorf deutet Reinhard E. Fischer im Brandenburgischen Namenbuch als slawisch-deutschen Mischnamen. Die Grundform leitet sich von einem slawischen Kosenamen *Mich oder *Micha ab, der aus Vornamen wie Miroslaw oder Miloslaw entstanden ist.

„Michendorp sunt 32 mansi, prefectus habet 5, tenetur ad equum pheudalem, pro quo dat ½ sexagenam et ad precariam 10 grossos, 2½ modios siliginis, 2½ modios ordei et 5 modios avene. Ad pactum quilibet 4 modios siliginis et 2 modios avene; ad censum quilibet 4 solidos, et 7 mansionarii dant quilibet 1 pullum et 10 ova et 3 obulos. Cossati non sunt ibi. Taberna dat 1 talentum. Coppen Schusen, rusticus, habet 2 choros siliginis a marchione. Luder habet 1 chorum siliginis a marchione. Helmir habet 16 modios siliginis, 8 modios avene et 8 solidos den. a marchione. Ad altare, quod habent fratres kalendarum in Belitz, spectant 8 modii siliginis et 4oravene, de quibus annuatim pauperibus elemosinas erogantur. Busse de Schonow habet 2 talenta a marchione. Filii Nicolai Stenow, civis in Belitz, habent 1 chorum et 18 modios avene a marchione. Reyneke, civis in Brandenburg, habet 7½ solidos a marchione. Hans Witbritzen, civis in Brisena habet 7½ solidos a marchione. Precariam, iudicium supremum et servicium curuum habet marchio.“

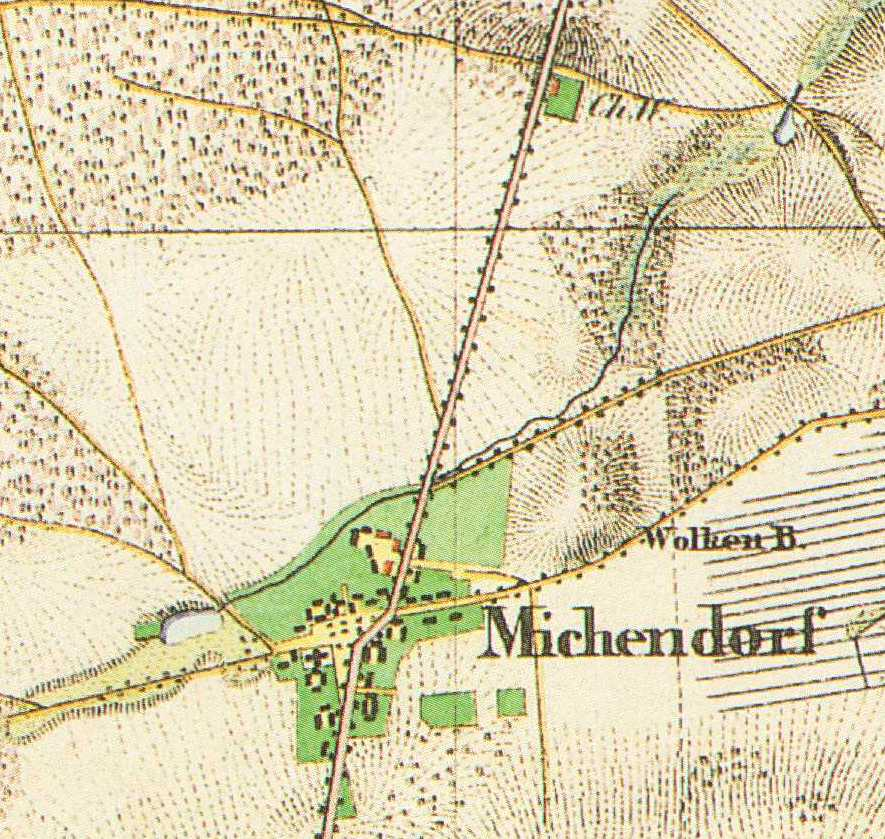
Michendorf auf dem Urmesstischblatt Blatt Potsdam, 3744, von 1835

Nach dem Landbuch Karls IV. von 1375 hatte Michendorf 32 Hufen, von denen der Lehnschulze fünf freie Hufen hatte. Es wohnten keine Kossäten im Dorf; es gab aber bereits einen Krug. Der Schulze hatte für seine fünf Freihufen eigentlich ein Lehnpferd (für den Markgrafen) zu halten. Er hatte diese Pflicht durch die Zahlung von jährlich einem halben Schock Groschen abgelöst. An Bede bezahlte er 10 Groschen, 2½ Scheffel Roggen, 2½ Scheffel Gerste und 5 Scheffel Hafer. Jede Hufe musste jährlich als Pacht vier Scheffel Roggen und zwei Scheffel Hafer bezahlen, an Zins vier Schillinge. Sieben Bauern gaben zusätzlich ein Huhn, zehn Eier und drei Obuli, der Krug musste jährlich ein Talent zahlen. Die Abgaben der Bauern gingen nicht alle an den Markgrafen, sondern dieser hatte Rechte an verschiedene Bürger der Städte Beelitz, Brandenburg und Treuenbrietzen sowie erstaunlicherweise auch an einen Bauern weiter verliehen. So hatte der Bauer Coppen Schusen das Recht, zwei Wispel Roggen, ein Luder (Ludwig) hatte Hebungen in Höhe von einem Wispel Roggen, einem Helmir standen jährlich 16 Scheffel Roggen, acht Scheffel Hafer und acht Schillinge Pfennige zu. Der Altar der Kalandsbrüder in Beelitz bezog acht Scheffel Roggen und vier Scheffel Hafer aus Michendorf. Busse v. Schonow hatte das Recht vom Markgrafen erhalten, zwei Talente einzuziehen. Die Söhne des Nicolai Stenow, Bürger in Beelitz, hatten Hebungen in Höhe von einem Wispel und 18 Scheffel Hafer. Reyneke, ein Bürger von Brandenburg an der Havel war mit 7½ Schillinge Abgaben vom Markgrafen belehnt worden und Hans Witbritzen, Bürger in Treuenbrietzen hatte ebenfalls 7½ Schillinge. Die Bede, das Obergericht und die Spanndienste der Bauern waren noch im Besitz des Markgrafen. Seit 1416 hatte Paul von Murring, der Gefolgsmann des ersten hohenzollerischen Markgrafen Friedrich I. und Hauptmann der Vogtei Trebbin, die Abgaben von vier Hufen und drei Hufen in Fresdorf, Michendorf und Alt Langerwisch.

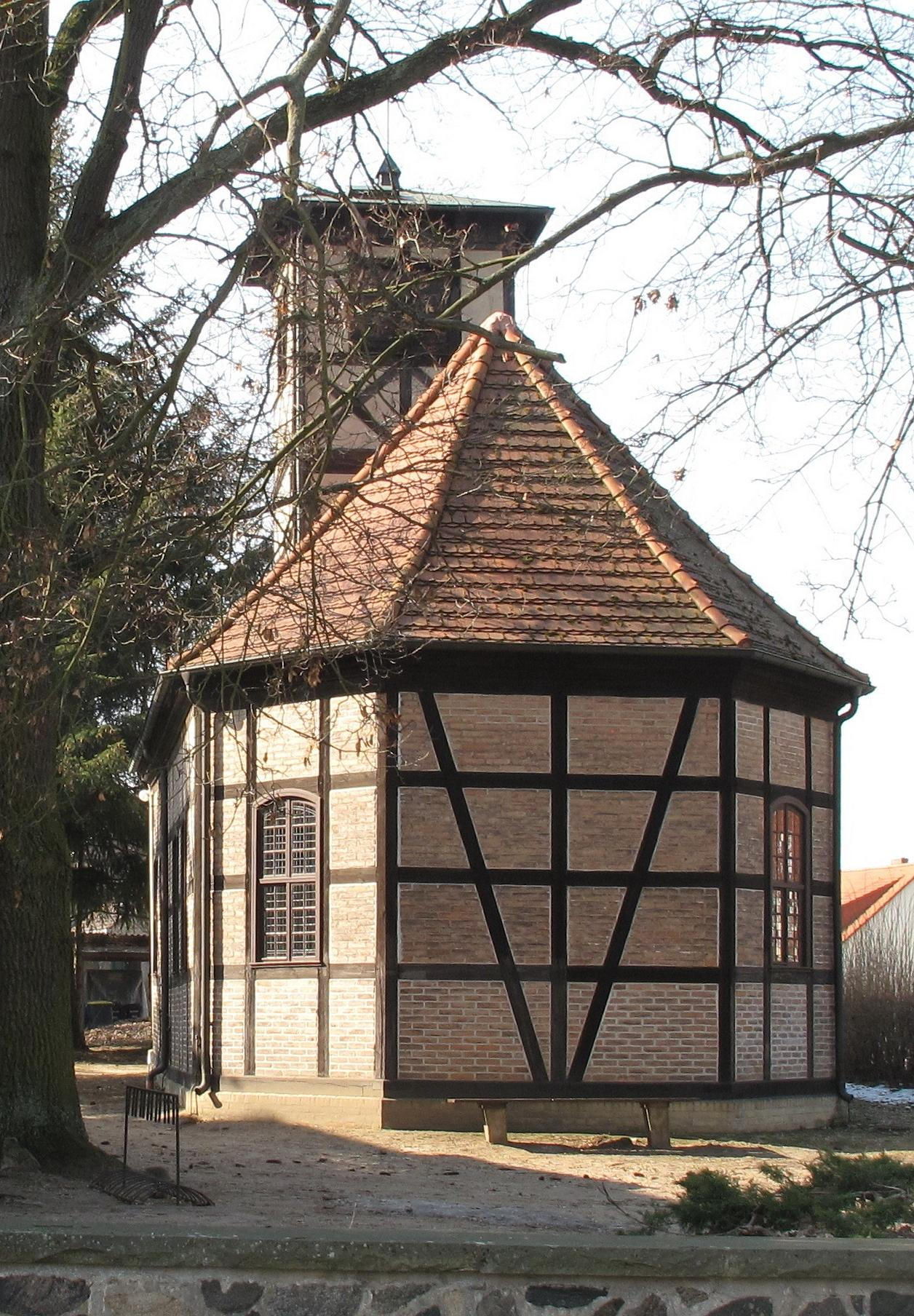
Fachwerkkirche von 1742/43

Bereits 1545 sind acht Hufen wüst. 1576 lebten nur noch der Lehnschulze (5 Hufen, davon vier Freihufen) und drei Bauern (2 Fünfhüfner, 1 Vierhüfner) im Dorf. Der Krug (ein Fünfhufenhof) war eingegangen, insgesamt waren acht Hufen nicht bebaut. 1616 wurden wieder der Schulze und vier Bauern genannt. 1624 lebten fünf Bauern (einschl. dem Schulzen), ein Hirte und ein Paar Hausleute im Dorf. Von den insgesamt 32 Hufen waren 24 Bauernhufen, acht Hufen gehörten dem Kurfürsten (Besitz des Amtes Saarmund). 1625 bewirtschafteten die Bauern von Caputh und Michendorf auch Äcker auf der wüsten Feldmark Lienewitz. Im Dreißigjährigen Krieg wurde das Dorf völlig zerstört und entvölkert, wann genau, ist nicht überliefert, jedenfalls nach 1627. 1687 wurde berichtet, dass das Dorf seit „undenklichen Jahren wüst“ liegt und nur der Heideläufer wohnte im zerstörten Ort. Allerdings waren zu dieser Zeit die Äcker z. T. schon wieder in Bewirtschaftung. Fünf Einwohner von Saarmund, fünf Einwohner von Langerwisch, vier Einwohner von Tremsdorf, der Heideläufer, der Schäfer zu Wildenbruch, der Schäfer zu Kunersdorf und der Schmied zu Fresdorf bebauten Äcker auf der Feldmark des Dorfes.
1697/8 erhielt George Jöche (auch Jörke, Jäch) vom Amt Saarmund den Erbkrug mit acht freien Hufen und einen verlandeten See hinter dem Hause unter der Bedingung geschenkt, dass er die Wiederbesiedlung des verlassenen Dorfes auf seine Kosten in Angriff nimmt. Das Unternehmen scheint erfolgreich gewesen zu sein, denn 1745 waren bereits wieder sechs Bauern in Michendorf ansässig. 1742/3 war anstelle der alten Kirche bereits eine neue Fachwerkkirche errichtet worden. Das Erbkruggut entstand am westlichen Dorfrand an der Schmerberger Straße/Abzweigung Flottsteller Straße. 1757 hatte der Erbschulze fünf Hufen, drei Bauern fünf Hufen, ein Bauer vier Hufen und der Krüger acht Hufen. Es wohnten außerdem zehn Büdner im Dorf. 1772 war die Bevölkerung etwas zurückgegangen; genannt werden nur noch sechs Bauern und sechs Kossäten. 1801 lebten fünf Ganzbauern (Vollbauern), zwölf Büdner, fünf Einlieger und der Braukrüger in Michendorf, insgesamt waren es 19 Feuerstellen (Haushalte). Alle 32 Hufen waren wieder in Bewirtschaftung. 1803 wurde der „Sandweg“ (Poststraße) von Michendorf nach Potsdam zu einer befestigten und wetterfesten Kunststraße („Chaussee“) ausgebaut. Dazu wurde nördlich von Michenhaus ein Chausseehaus erbaut, um das Chausseegeld, heute würde man sagen Maut, einzuziehen. Bis 1817 wurde die Chaussee weiter bis nach Treuenbrietzen ausgebaut. Dazu wurde drei weitere Chausseehäuser bei Kunersdorf Försterei, Beelitz und bei Treuenbrietzen erreicht. Dafür wurde das Chausseehaus bei Michendorf aufgegeben. 1824 bis 1829 entstand an der Straße nach Potsdam die (alte) Dorfschule (heute Potsdamer Straße 84). Um 1820 war auch der Erbkrug von der Schmerberger Straße an die Straße nach Potsdam verlegt worden (heute Potsdamer Straße 57). Vermutlich hatte sich der Verkehr von der alten Poststraße von Brück (durch die Lienewitzer Heide über den Krug in Schmerberg) und die Schmerberger Straße, Saarmunder Straße nach Saarmund mehr auf die Straße von Beelitz nach Potsdam (etwa heutige B 2) verlagert. Für den Dorfkrug war ein eigenes Gebäude (abgerissen, etwa an der Stelle Potsdamer Straße 61) errichtet worden. Das Erbkruggut erhielt um 1837 den Status eines Ritterguts. 1837 war der Ort auf 25 Wohnhäuser angewachsen, 1858 wurden 30 Wohnhäuser gezählt, neben drei öffentlichen Gebäuden und 42 Wirtschaftsgebäuden. Der Ort hatte drei „Abbauten“ (vom Kernort separierte Wohnplätze, darunter das Chausseehaus). Das Chausseehaus lag an der Chaussee von Michendorf nach Potsdam, nordöstlich des heutigen Bahnhofs (an der heutigen Potsdamer Straße, etwa bei der Einmündung der Jägerstraße im heutigen Wohnplatz Willichslust). Danach wuchs Michendorf rasant an, nicht zuletzt auch durch den Anschluss an die Wetzlarer Bahn, die 1879 durch das Gemeindegebiet führt. Der Bahnhof Michendorf wurde wahrscheinlich 1879 eröffnet. 1890 wurde die alte Bockwindmühle auf dem Wolkenberg abgerissen und durch eine Holländer-Windmühle ersetzt. Die alte Mühle war erst nach 1839 entstanden, denn sie ist noch nicht im Urmesstischblatt von 1839 verzeichnet.

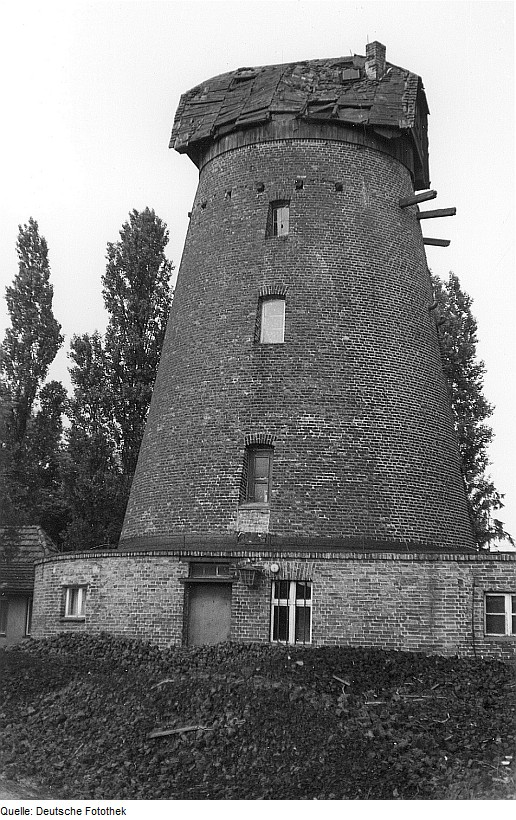
Holländermühle in Michendorf (1973)

Nach mehrfachem Besitzerwechsel wurde das Rittergut nach 1890 aufgelöst, das Gutshaus in eine Försterei umgewandelt. 1891 bestand Michendorf aus dem eigentlichen Dorf und den Wohnplätzen Bahnhof, Chausseehaus, Ziegelei und Bahnwärterhäusern (18–19, 22–24). 1896 entstand südlich des Dorfes an der Abzweigung der heutigen Luckenwalder Straße ein Sägewerk. In der Nähe des Bahnhofs wurde um dieselbe Zeit eine Ziegelei eingerichtet, die jedoch nach wenigen Jahren wegen unzureichender Tonvorkommen wieder eingestellt werden musste. Der Ton wurde aus Tongruben bei Langerwisch mittels einer Schmalspurbahn zum Ziegeleigelände gebracht. Auf dem Ziegeleigelände entstanden ab 1906 mehrere große Industriehallen für die „Cementwaren- und Kunststeinfabrik“ der Fa. Reinecke & Co. Berlin-Stettin. Im Jahr 1900 zählte der Ort bereits 111 Häuser. 1903/04 entstand an der Straße nach Beelitz die neue Dorfschule (heute Potsdamer Straße 94). 1905 kam der Wohnplatz Arbeiterhaus der Kgl. Försterei hinzu, 1906 der Wohnplatz Holländermühle.
Um 1910 wurde auf dem Wolkenberg, einem etwa 50 m hohen Hügel östlich des alten Ortskerns die Villa Hedwigsruh erbaut und in den 1920er Jahren erweitert. 1941 übernahmen Dominikanerinnen das Anwesen. In ihm wohnte 1944 auch die Malerin Jenny Bluth, die u. a. auch die Michendorfer und Langerwischer Mühlen malte. Heute ist im St. Norberthaus eine Wohnstätte für Menschen mit Behinderung unter Trägerschaft des Deutschen Ordens untergebracht. 1946 wurde in einer Remise des Anwesens die katholische Kirche eingerichtet.
Ab 1918 entstand nördlich des Bahnhofs auf parzelliertem Gelände des Gutes Caputh die neue Siedlung Willichslust, die ihren Namen nach dem Caputher Gutsbesitzer Alfred Hans August v. Willich (1862–1941) erhielt. 1969 wurde die Siedlung in Michendorf-Nord umbenannt, heute heißt der Wohnplatz wiederum Siedlung Willichslust. Westlich des Dorfkern entstand ab 1926 die Siedlung Michendorf-West. 1928 wurden die Gutsbezirke in Brandenburg aufgelöst und mit den Gemeindebezirken vereinigt. Michendorf erhielt vom Gutsbezirk Kunersdorf Forst die westlich der Chaussee liegenden Jagen 71, 72, 103, 135 und 136 sowie die Jagen 12, 28, 49–51, 73–80, 104–113, 137, 146, 175–177 und 195–197. Auch vom Gutsbezirk Neu Langerwisch kamen Flächen zur Gemarkung Michendorf hinzu. Insgesamt wuchs die Gemarkung von 399 ha (1900) auf 1342 ha im Jahr 1931 an.
1936 wurde das Teilstück des Berliner Rings auf Michendorfer Gemarkung fertig gestellt. Michendorf erhielt eine Aus- und Auffahrt zur Autobahn, die Anschlussstelle Michendorf. Südwestlich des Ortskerns entstand die Autobahnraststätte Michendorf. Der nördliche Teil wurde Ende der 1990er beim dreispurigen Ausbau der Autobahn abgerissen. Der südliche Teil wurde 2008 bei Ausbau des Dreiecks Nuthetal beseitigt. 1931 zählte der Ort 216 Wohnhäuser mit 386 Haushaltungen. Während des Zweiten Weltkriegs wurde nordöstlich der Siedlung Willichslust ein Behelfsheim für ausgebombte Berliner errichtet. Das Gelände gehört damals noch zu Wilhelmshorst und kam mit 17 ha Gelände 1957 zur Gemeinde Michendorf.
In der Bodenreform von 1946 wurden nur 27,7 ha enteignet, da es in Michendorf kein Rittergut (mehr) gab. Davon wurden 8,7 ha auf elf Pächter verteilt. 19 ha behielt die Gemeinde. Michendorf erhielt außerdem 196,7 ha Wald von der Gemeinde Ferch. Davon wurden wiederum 171 ha auf 29 landarme Bauern und Obstbauern aufgeteilt. 1960 existieren zwei Landwirtschaftliche Produktionsgenossenschaften vom Typ I mit 15 Mitgliedern und 68 ha Nutzfläche, die bereits 1961 zusammengeschlossen werden. 1970 wurde die LPG Michendorf an die LPG Typ III Wildenbruch angeschlossen. Zwischen 1960 und 1980 entstand der Ortsteil Michendorf-West.
1973 existierten in Michendorf der VEB Teltomat Fertigungsbereich Michendorf, der VEB Biomalz Michendorfer Mühle, VEB Kraftfahrzeug-Instandsetzung Kleinmachnow Betriebsteil Potsdam-Michendorf-Autobahn-Raststätte und die VdgB (BHG) (Vereinigung der gegenseitigen Bauernhilfe / Bäuerliche Handelsgenossenschaften) Einkaufs- und Liefergenossenschaft des Bäcker- und Müllerhandwerks. 1974 wurde die Polytechnische Oberschule am Wolkenberg gebaut. Sie wurde 1991 in ein Gymnasium umgewandelt. 1991 erfolgte der Bau einer neuen Grundschule. 2004 wurde mit dem Bau der Umgehungsstraße begonnen, die unter Protesten (Pro und Kontra!) am 21. Dezember 2005 dem Verkehr übergeben wurde.

### Politische Zugehörigkeit
Im Landbuch von 1375 ist Michendorf unter den Dörfern der historischen Landschaft Zauche aufgeführt. Es gehörte damals dem Landesherrn und wurde von der Vogtei Saarmund verwaltet, aus der sich im 15. Jahrhundert das Amt Saarmund bildete. 1826 wurde dieses mit dem Amt Potsdam zusammengelegt. Letzteres wurde 1872 aufgelöst. Aus der Landschaft Zauche bildete sich im 17. Jahrhundert der Zauchische Kreis heraus. Dieser wurde 1816/17 mit dem ehemaligen kursächsischen Amt Belzig zum Kreis Zauch-Belzig zusammengelegt. 1952 wurde dieser Landkreis zerschlagen und in Kreis Potsdam-Land und Brandenburg-Land aufgeteilt; Michendorf kam zum Kreis Potsdam-Land. 1992 schloss sich Michendorf mit den Gemeinden Fresdorf, Langerwisch, Stücken, Wildenbruch und Wilhelmshorst zum Amt Michendorf zusammen. In der Kreisreform von 1992/93 fusionierten der Kreis Potsdam-Land mit dem Kreis Belzig zum neuen Landkreis Potsdam-Mittelmark. Das Amt Michendorf wurde 2003 durch das Vierte Gesetz zur landesweiten Gemeindegebietsreform betreffend die Landkreise Havelland, Potsdam-Mittelmark, Teltow-Fläming (4. GemGebRefGBbg) aufgelöst und die amtsangehörigen Gemeinden zur neuen Großgemeinde Michendorf zusammengeschlossen. Seither ist Michendorf ein Ortsteil dieser Großgemeinde. Michendorf erhob zwar noch Kommunale Verfassungsbeschwerde vor dem Verfassungsgericht des Landes Brandenburg gegen den Zwangszusammenschluss, die jedoch 2005 „teils verworfen, im übrigen zurückgewiesen“ wurde.

### Kirchliche Zugehörigkeit
Michendorf war im Mittelalter und frühen Neuzeit anscheinend nie Pfarrort; es sind auch keine Pfarrhufen nachgewiesen. Um 1500 war Michendorf Tochter der Mutterkirche in Neu Langerwisch, die zur Sedes Beelitz gehörte, später bis 1721 zur Inspektion Beelitz. Danach kam Neu Langerwisch zur Inspektion Potsdam, die 1806 in die Superintendentur Potsdam umbenannt wurde. Diese wurde 1835 geteilt; Neu Langerwisch kam zur Superintendentur Potsdam I. 1952 wurde Michendorf aufgrund seiner Größe zur Mutterkirche erhoben. 1959 waren die Superintendenturen in Potsdam wieder zusammengefasst worden. 1968 kam Michendorf zur Superintendentur Beelitz-Treuenbrietzen. Zur Gemeinde gehörten auch die Wohnplätze Lienewitz, Saugarten, Willichslust (= Michendorf-Nord), Michendorf-West, Langerwisch-Süd (seit 1955), Wildenbruch-Bergheide (seit 1955) und Wildenbruch-Six (ebenfalls seit 1955).
1946 wurde in einer Remise der „Villa Hedwigsruh“, heute Haus St. Norbert eine katholische Kirche eingerichtet. Die katholische Kirchengemeinde St. Cäcilia hat ihren Sitz in Michendorf. Die Neuapostolische Kirche besitzt ebenfalls eine Kirche in Michendorf.

## Wappen
| Wappen von Michendorf | Blasonierung: „In Silber auf grünem Dreiberg, ein mit fünf Zweigen versehener, belaubter grüner Apfelbaum mit sieben roten Früchten.“ |
| Wappen von Michendorf | |

## Denkmale
Die Denkmalliste des Landes Brandenburg für den Kreis Potsdam-Mittelmark enthält folgende Bau- und Bodendenkmale:

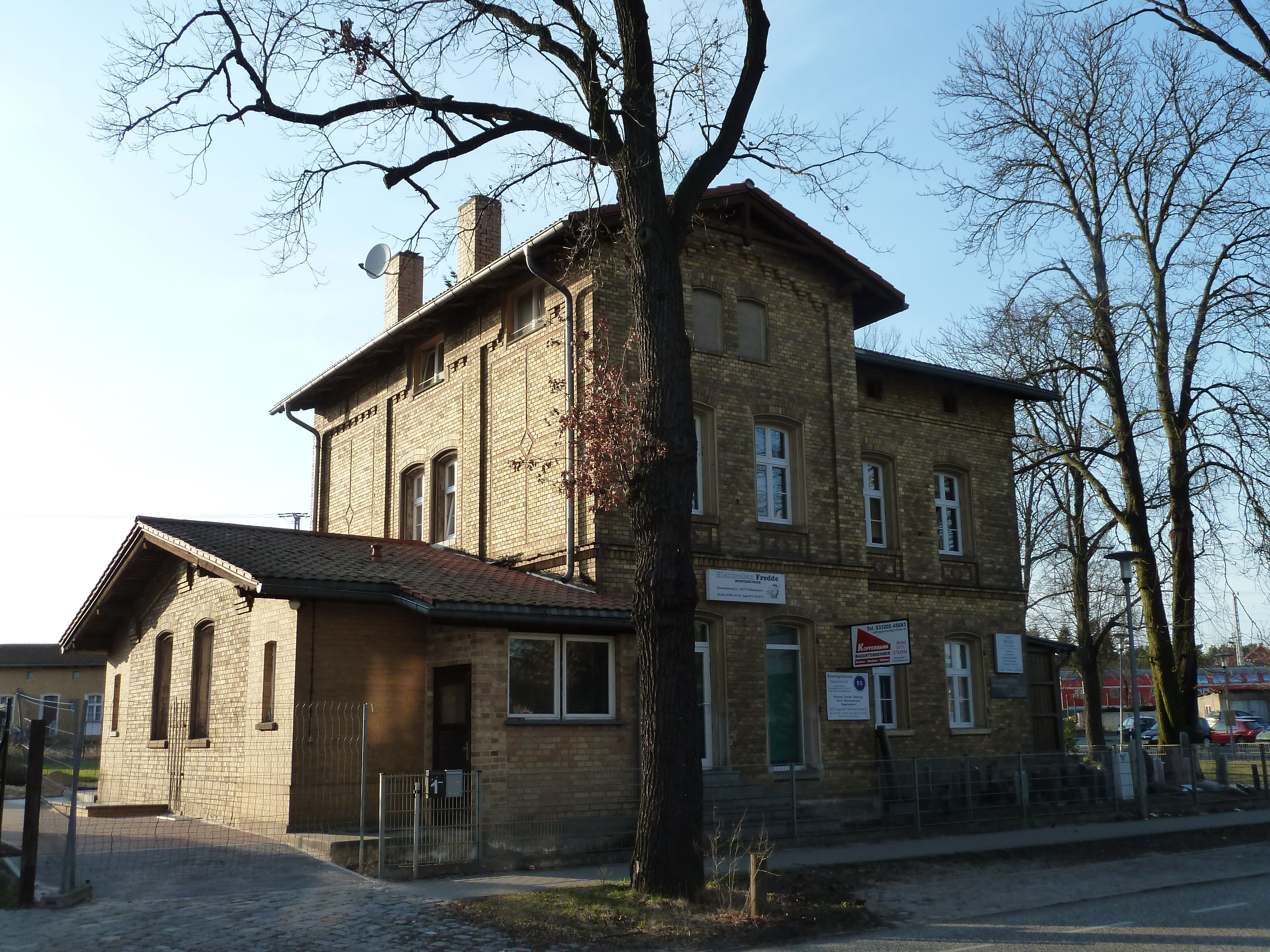
Bahnbedienstetenwohnhaus; errichtet nach 1879 im Zusammenhang mit dem Bahnhof

### Baudenkmale
- Dorfkirche
- Grabstätte Werner Abel, auf dem Friedhof
- Am Wolkenberg 14, Gemälde August Bebel, im Gymnasium
- An der Kirche 3, Gehöft, bestehend aus Wohnhaus, zwei Stallgebäuden und Scheune
- Jägerstraße 6, Wohnhaus
- Potsdamer Straße 1, Bahnbedienstetenwohnhaus
- Potsdamer Straße 82, Gehöft, bestehend aus Wohnhaus, zwei Stallgebäuden und Scheune
- Potsdamer Straße 94, Dorfschule mit Nebengebäude
- Saarmunder Straße, Mühlenstumpf (Heimatmuseum)
- Schmerberger Straße 11, Stallgebäude mit Oberlaube (Hof Sydow)
- Waldstraße 4, Wohnhaus
- Waldstraße 23, Wohnhaus Holstein

### Bodendenkmale
- Nr. 30403 Fluren 1,3: der Dorfkern aus dem deutschen Mittelalter, der Dorfkern der Neuzeit
- Nr. 30503 Flur 6: eine Siedlung des slawischen Mittelalters, eine Siedlung des deutschen Mittelalters
- Nr. 30504 Flur 6: eine Siedlung des deutschen Mittelalters (Lienewitz)
- Nr. 30505 Flur 6: eine Siedlung des deutschen Mittelalters (Lienewitz)
- Nr. 30506 Flur 6: eine Mühle der Neuzeit (Lienewitz)

## Münzfund von Michendorf
Im Jahr 1880 wurde bei landwirtschaftlichen Arbeiten auf dem Wolkenberg östlich des heutigen Ortskerns ein spektakulärer Münzfund gemacht. In einem tönernen Gefäß waren 1797 Münzen aus den Jahren 1140 bis 1184 versteckt. Es handelte sich um Denare mit dem Bildnis des Slawenfürsten Pribislaw und Brakteaten mit dem Bildnis des Askanierfürsten Albrechts des Bären. Es handelt sich um einen der größten Münzhortfunde in Brandenburg.

## Belege

## Anmerkung
1. ↑  Ein Talent = 20 Schillinge Schulze, Landbuch, S. 462.